# Сосюра Володимир Володимирович
Сосюра Володимир Володимирович (15 січня 1932, Харків — 22 квітня 2020, Прохорівка) — радянський, український редактор, кінодраматург. Заслужений працівник культури УРСР (1978). Син поета Володимира Сосюри.

## Життєпис
Народився 15 січня 1932 р. у м. Харкові в родині поета В. М. Сосюри. Закінчив факультет журналістики Київського державного університету ім. Т. Г. Шевченка (1955).
Працював літпрацівником у броварській районній газеті «Стахановець», відповідальним секретарем і редактором багатотиражної газети «За радянський фільм» (1955–1959), головним редактором творчого об'єднання «Промінь» по виробництву телевізійних стрічок (1960–1970), головним редактором Київської кіностудії ім. О. П. Довженка.
Нагороджений орденом «Знак Пошани», медалями, значком «Отличник кинематографии СССР».
Член Національної Спілки кінематографістів України.
Помер 22 квітня 2020 року в селі Прохорівка Черкаської області, де мешкав з 1990-х років. Похований на сільському кладовищі.

## Фільмографія
Редактор кінокартин:
- «Лушка» (1965)
- «Ключі від неба» (1964)
- «Хочу вірити» (1965)
- «Над нами Південний Хрест»
- «Їх знали тільки в обличчя» (1966, у співавт.)
- «Бур'ян» (1966)
- «Циган» (1967)
- «У пастці» (1967)
- «Варчина земля» (1969)
- «Назад дороги немає» (1970)
- «Віра, Надія, Любов» (1972)
- «Народжена революцією» (1977, 10 с)
- «Шлях до Софії» (1977, 5 а)
- «Розколоте небо» (1979)
- «Мужність» (1980, 7 а)
- «Овід» (1980, 3 с)
- «Провал операції «Велика ведмедиця»» (1983, у співавт.)
- «Легенда про княгиню Ольгу» (1983) та ін.

Співавтор сценаріїв стрічок:
- «Острів Вовчий» (1969)
- «Стара фортеця» (1974, 3 є.)
- «Місто біля моря» (1973)
- «Алтунін приймає рішення» (1978)
- «На крутозламі» (1985, т/ф, 3 с, у співавт. з Ю. Аліковим — за однойменним романом Костянтина Басенка; режисер  Микола Літус)
- «Золотий ланцюг» (1986)